# دلقک (فیلم ۱۹۲۷)
دلقک (انگلیسی: The Clown) یک فیلم است که در سال ۱۹۲۷ منتشر شد.